# Irish Heartbeat
Irish Heartbeat es un álbum de estudio del músico norirlandés Van Morrison y el grupo de música tradicional irlandesa The Chieftains, publicado por la compañía discográfica Mercury Records en 1988. El álbum fue grabado en los Windmill Lane Studios de Dublín, Irlanda y alcanzó el puesto dieciocho de la lista británica UK Albums Chart.

## Grabación
Irish Heartbeat fue grabado entre septiembre y diciembre de 1987 y en enero de 1988. The Chieftains y Van Morrison se habían reunido años antes en el festival de rock de Edimburgo. Durante la gira de promoción de No Guru, No Method, No Teacher, ambos volvieron a juntarse en Belfast, y posteriormente, Morrison y Paddy Moloney discutieron sobre grabar un álbum juntos. Ambos tenían una lista de canciones y acabaron consensuando la grabación de dos temas previamente publicados por Morrison y varias canciones de la música tradicional irlandesa.
Según Moloney: «Creo que en ese tiempo Van estaba buscando sus raíces irlandesas. Era este hombre de blues, de rock and roll, jazz y más bien soul, volviendo a casa con The Chieftains y a la música que estuvimos tocando durante muchos años. Musicalmente fuimos a encontrarnos a mitad de camino».
En octubre de 1987, The Chieftains y Van Morrison volvieron a tocar en el Balmoral Studio de Belfast en un concierto posteriormente retransmitido el Día de San Patricio de 1988.

## Canciones
Irish Heartbeat está integrado por ocho canciones tradicionales irlandesas, además de nuevas versiones de las canciones de Van Morrison «Celtic Ray» (originariamente publicada en el álbum de 1982 Beautiful Vision) e «Irish Heartbeat» (publicada en el álbum de 1983 Inarticulate Speech of the Heart). «Carrickfergus» fue descrita con un «aire melancólico digno de Otis Redding» por el crítico Denis Campbell. «Raglan Road» fue adaptada a partir de un poema de Patrick Kavanagh y relata la historia de «un hombre atrapado por una belleza que confunde con una criatura hecha de barro».
En 1994, Billy Connolly grabó una versión en directo de la canción «Irish Heartbeat» durante su gira World Tour of Scotland.

## Recepción
El álbum recibió en general buenas reseñas desde su publicación. Fue definido como «uno de los trabajos más inquietantes, conmovedores y francamente favorables del año». La revista musical Rolling Stone le otorgó cuatro estrellas sobre un total de cinco y remarcó su «esplendor e intensa belleza». Por otra parte, Robert Christgau le otorgó una calificación de C+ y llamó a la colaboración de Morrison con The Chieftains como «errónea». Sin embargo, fue votado como uno de los mejores álbumes del año en la encuestra Pazz & Jop, elaborada por críticos musicales para la revista Village Voice.

## Lista de canciones
Todas las canciones escritas y compuestas por tradicionales y arreglados por Van Morrison y Paddy Moloney excepto donde se anota. 
| Cara A |                                                 |                  |          |  |
| N.º    | Título                                          | Escritor(es)     | Duración |  |
| 1.     | «Star of the County Down»                       |                  | 2:41     |  |
| 2.     | «Irish Heartbeat»                               | Van Morrison     | 3:52     |  |
| 3.     | «Tá Mo Chleamhnas Déanta (My Match It Is Made)» |                  | 3:31     |  |
| 4.     | «Raglan Road»                                   | Patrick Kavanagh | 4:43     |  |
| 5.     | «She Moved Through the Fair»                    |                  | 4:44     |  |

| Cara B |                   |              |          |  |
| N.º    | Título            | Escritor(es) | Duración |  |
| 1.     | «I'll Tell Me Ma» |              | 2:29     |  |
| 2.     | «Carrickfergus»   |              | 4:23     |  |
| 3.     | «Celtic Ray»      | Van Morrison | 3:47     |  |
| 4.     | «My Lagan Love»   |              | 5:19     |  |
| 5.     | «Marie's Wedding» |              | 3:17     |  |

## Personal
- Van Morrison: guitarra, batería y voz.
- Paddy Moloney: gaita irlandesa y tin whistle.
- Martin Fay: violín y huesos.
- Derek Bell: arpa y teclados.
- Kevin Conneff: bodhran y voz en «Star of the County Down», «Tá Mo Chleamhnas Déanta» y «I'll Tell Me Ma».
- Matt Molloy: flauta
- Seán Keane: violín
- Ciarán Brennan: contrabajo
- Mary Black: coros en «Marie's Wedding» y «Tá Mo Chleamhnas Déanta».
- Maura O'Connell: coros en «Marie's Wedding».
- June Boyce: coros en «Celtic Ray», «Irish Heartbeat» y «Marie's Wedding».

## Posición en listas
| País           | Lista                    | Posición |
| -------------- | ------------------------ | -------- |
| Estados Unidos | Billboard 200            | 102      |
| Noruega        | Norwegian Albums Chart   | 15       |
| Nueva Zelanda  | New Zealand Music Charts | 23       |
| Países Bajos   | Mega Albums Top 100      | 35       |
| Reino Unido    | UK Albums Chart          | 18       |
| Suecia         | Swedish Albums Chart     | 26       |